# Luis Ramos
Luis Eduardo Ramos (9 października 1939) – piłkarz urugwajski, obrońca.
Jako piłkarz klubu Club Nacional de Football był w kadrze reprezentacji Urugwaju w finałach mistrzostw świata w 1966 roku, gdzie Urugwaj dotarł do ćwierćfinału. Ramos nie zagrał w żadnym spotkaniu.
W Pucharze Wyzwolicieli dotarł z 'Nacionalem' do finału Copa Libertadores 1964 i do półfinału Copa Libertadores 1966. Grał także w fazie grupowej Copa Libertadores 1969, gdzie 'Nacional' później dotarł aż do finału.